# Rehschaln
Rehschaln ist ein Gemeindeteil des Marktes Fürstenzell im niederbayerischen Landkreis Passau.

## Lage
Das Kirchdorf Rehschaln liegt am Südrand des Neuburger Waldes an der Staatsstraße 2118 etwa zwei Kilometer nördlich von Fürstenzell.

## Geschichte
Rehschaln bildete im Steinharreramt einen Vorposten der Grafschaft Neuburg an der Grenze zu Bayern. Die drei ältesten Güter Stapfl, Schwarzhuebholzer und Weißhuebholzer wurden bereits 1440 und 1523 erwähnt. Die Gegend hatte den Namen Huebholz. Das Urbar von 1674 nennt etwa zwanzig Anwesen. Den Kern der Siedlung bildete das Wirtshaus auf dem Gipfel an der Straße von Fürstenzell nach Altenmarkt. Es erhielt den Namen zum Reschhalmb (resch = steil, halmb = Gipfel), während die übrige Flur zunächst weiterhin Huebholz genannt wurde. Vom Wirtshaus aus wurden immer wieder Teile des Huebholzes gerodet. Erst im Laufe des 18. Jahrhunderts setzte sich für die Siedlung der Name Rehschaln durch.
Nach dem Anschluss der Grafschaft Neuburg an Bayern im Jahr 1803 gehörte Rehschaln zum Steuerdistrikt und dann zur Gemeinde Altenmarkt. Bis 1961 war der Ort auf 47 Häuser angewachsen. Mit der Auflösung der Gemeinde Altenmarkt kam Rehschaln am 1. Januar 1972 zum Markt Fürstenzell.

## Sehenswürdigkeiten
- Die zur Pfarrei Fürstenzell gehörende Filialkirche St. Konrad wurde 1938 nach den Plänen des Architekten Fröhlich aus Burghausen erbaut.

## Vereine
- Frauenbund Rehschaln
- Kirchenchor Rehschaln
- Freiwillige Feuerwehr Rehschaln
- TSV Rehschaln (nicht mehr aktiv)